# Chlorosea banksaria
Chlorosea banksaria är en fjärilsart som beskrevs av Sperry 1944. Chlorosea banksaria ingår i släktet Chlorosea och familjen mätare. Inga underarter finns listade i Catalogue of Life.